# Chan Man
Chan Man (Macau, 4 de outubro de 1993) é um futebolista macaense que joga como defesa no Benfica de Macau e na Selecção Macaense, onde participou do interport contra Cantão.
Em 2016, depois de ter sido considerado o melhor jogador da Liga de Elite, foi contratado pela Olhanense, da segunda divisão portuguesa, onde treinou sem nunca ter jogado oficialmente.
Paralelamente à sua vida desportiva, Chan Man é bombeiro no Corpo de Bombeiros de Macau.